# Air Force Intelligence, Surveillance and Reconnaissance Agency
Die Air Force Intelligence, Surveillance and Reconnaissance Agency (Air Force ISR Agency) mit Hauptquartier auf der Lackland Air Force Base, Texas, war bis zum 29. September 2014 der Nachrichtendienst der US Air Force und Teil der Defense Intelligence Agency des US-Verteidigungsministeriums. Er entstand im Juni 2007 aus der Vorläuferorganisation Air Intelligence Agency (AIA) des Air Combat Command. Er wurde 2014 in die Twenty-Fifth Air Force und am 11. Oktober 2019 in die Sixteenth Air Force transferiert.

## Auftrag
Die Aufgaben der ISR waren die Angleichung, Analyse und Auswertung aller Informationen und Weitergabe nachrichtendienstlicher Erkenntnisse zur Unterstützung gegenwärtiger und künftiger Operationen. Die ISR war verantwortlich für Ausbildung, Bereitstellung, Ausrüstung und Einsatz nachrichtendienstlicher Einheiten für Überwachung und Aufklärung um so den Kommandeuren der Unified Combatant Commands und der Nation zu dienen. Des Weiteren stellte die ISR die Ausführung der offiziellen Air Force-Doktrinen um so ihre eigene Wirksamkeit weiter zu maximieren.

## Organisation

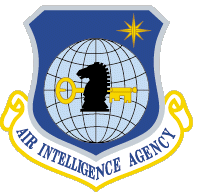
Ehemaliges Emblem der Air Intelligence Agency (AIA), 1999

Die AIA war lange Zeit der größte US-Geheimdienst. Als Victor Marchetti und John D. Marks 1974 ihr Enthüllungsbuch „CIA“ über diesen und die US-Geheimdienste veröffentlichten, arbeiteten 56.000 Beschäftigte für die Air Intelligence Agency (AIA) bei einem Budget von 2,7 Milliarden US-Dollar, während 24.000 Beschäftigte für den damals zweitgrößten US-Geheimdienst National Security Agency (NSA) arbeiteten, der sich der elektronischen Aufklärung widmet, mit einem Budget von 1,2 Milliarden US-Dollar, 35.000 Soldaten arbeiteten für den Heeresnachrichtendienst (United States Army Intelligence) mit einem Budget von 700 Millionen US-Dollar und 16.500 Beschäftigte arbeiteten für die CIA mit einem Budget von 750 Millionen US-Dollar. Es folgten mit 15.000 Mitarbeitern und 600 Millionen US-Dollar Budget der Nachrichtendienst der Marine (Office of Naval Intelligence), mit 5.000 Mitarbeitern und 200 Millionen US-Dollar Budget, die Defense Intelligence Agency, die ohne eigene Beschaffung die Erkenntnisse der Nachrichtendienste der Teilstreitkräfte für das Verteidigungsministerium, die Regierung und die anderen Dienste aufbereitete. Darüber hinaus gab es noch die Nachrichtendienstabteilungen der US-Bundespolizei FBI mit 800 Agenten und 40 Millionen US-Dollar Budget (Internationale Sicherheitsabteilung), der United States Atomic Energy Commission (Nachrichtenabteilung) mit 300 Mitarbeitern und 20 Millionen US-Dollar Budget sowie 300 Agenten des Finanzministeriums (Department of the Treasury) mit 10 Millionen US-Dollar Budget.
Später waren für die AIA ca. 12.000 Mitarbeiter in 72 verschiedenen Einrichtungen weltweit tätig.

### National Reconnaisance Office
Neben der Luftaufklärung durch Spionageflugzeuge (U-2, SR-71) betreute die AIA das gesamte Spionagesatellitenprogramm das Milliarden kostete. Diese Programme wurden zunächst wesentlich vom CIA gesteuert und vorangetrieben, aber Auftragnehmer war die Luftwaffe. Innerhalb der AIA mit 2,7 Milliarden US-Dollar Budget machte das National Reconnaissance Office (NRO) mit 1,5 Milliarden Dollar, das das Satellitenprogramm für die ganze US-Nachrichtengemeinde leitete und durchführte, den größten Anteil aus. Langjähriger Leiter des NRO war der Luftwaffenoberst und spätere Brigadegeneral Ralph Steakly. Zunächst wurde sogar die Existenz des NRO geheim gehalten. Später wurde das NRO aus der AIA ausgegliedert und verselbständigt.
In ähnlicher Weise erledigte die AIA für die NSA viele Entwicklungsarbeiten und Dienstleistungen auf dem Gebiet der Verschlüsselung vor allem für das Consolidated Cryptologic Program.

### National Air Intelligence Center (NAIC)
Das NAIC beschäftigte sich mit der Sammlung und Auswertung von Informationen über gegnerische Raketensysteme, von der Qualität von Luftabwehrraketen bis zu Interkontinentalraketen.

### Air Force Information Warfare Center (AFIWC)
Das AFIWC beschäftigte sich mit gegnerischen Waffenentwicklungen und Waffensystemen, welche die Luftwaffe betreffen, und der Erhaltung des technologischen Vorsprungs der USA auf diesem Gebiet.

### Air Force Information Operations Center
Wie alle Nachrichtenabteilungen der Teilstreitkräfte beschäftigte sich die AIA mit der Aufgabe Lagebilder zur aktuellen militärischen Lage für jedes Operationsgebiet und für die Operationsgebiete jeder Einheit zu erarbeiten und die Einheiten der eigenen Teilstreitkraft Luftwaffe zu befähigen, sich selbst Informationen zur Lage zu verschaffen. Hier leistete die Air Force auch erhebliche Dienste für die Army, indem sie die Erkenntnisse ihrer Radargeräte, Sensoren und Kameras sowie direkte Beobachtungen von Piloten dieser zur Verfügung stellte. Die Fähigkeiten hierzu wurde wesentlich vom Air Force Information Operations Center und seinen Dienstleistungen gestärkt.